# Бібліографія Едгара Аллана По
Творчість американського письменника і поета Едгара Аллана По (19 січня 1809 — 7 жовтня 1849) складається з віршів, оповідань і одного роману. У своїх творах письменник звертався до широкого кола літературних жанрів: жахів, пригодницького роману, наукової фантастики та детективного роману — жанру, для якого По вважається засновником. Ці твори зазвичай відносять до темного романтизму, літературної відповіді на трансценденталізм. Твори Аллана По відображають його літературні теорії. Серед яких, він відкидав Дидактизм та алегорію, стверджував, що сенс у літературі повинен лежати трохи нижче поверхні, бо твори, сенс яких занадто очевидний, перестають бути мистецтвом. По прагнув до оригінальності у своїх творах і не любив прислів'їв. У його творах часто можна зустріти елементи псевдонауки, такі як френологія та фізіогноміка. Тема смерті з її фізичними проявами, розкладанням, страхом бути похованим живцем, воскресінням і трауром часто повторюється в його творах. Хоча він добре відомий як майстер готичного роману, він не відкрив цей жанр, а продовжив давню традицію.
Літературна кар'єра По почалася в 1827 році з публікації 50 примірників збірки «Тамерлан та інші вірші» під псевдонімом «Бостонець». Ця збірка залишилася практично непоміченою. У грудні 1829 року По опублікував у Балтиморі збірку віршів «Аль-Аарааф, Тамерлан та інші вірші», після чого зосередився на написанні новел, першою з яких стала новела «Метценгерштейн» 1832 року. Його найуспішнішим твором, найбільш читаним за життя і таким, що вважається найуспішнішим прозовим твором письменника, став «Золотий жук», на якому він заробив 100 доларів — найбільшу суму, яку він отримував за один твір. Одним з найважливіших його творів стало «Вбивство на вулиці Морг», опубліковане в 1841 році, яке зараз вважається першим сучасним детективним романом. Сам По називав його «оповіданням про вбивство». По став відомим після публікації «Ворона» у 1845 році, хоча він не мав фінансового успіху. У той час кар'єра письменника у видавничій індустрії була складним вибором, тому багато творів По були написані для задоволення смаків масового читача.

## Поезія
| Назва                     | Переклад                  | Дата            | Перша публікація                        | Нотатки                                                                                       |
| ------------------------- | ------------------------- | --------------- | --------------------------------------- | --------------------------------------------------------------------------------------------- |
| Poetry                    | Поезія                    | 1824            | Ніколи не публікувалася за життя По     | [ 11 ]                                                                                        |
| O, Tempora! O, Mores!     | О, Темпора! О, Море!      | 1825            | Ніколи не публікувалася за життя По     | Не підтверджено, авторство По, ймовірно, невірне                                              |
| Tamerlane                 | Тамерлане                 | Липень 1827     | "Тамерлан" та інші вірші                | [ К 11 ]                                                                                      |
| Song                      | Пісня                     | Липень 1827     | "Тамерлан" та інші вірші                | [ К 12 ]                                                                                      |
| Imitation                 | Імітація                  | Липень 1827     | "Тамерлан" та інші вірші                | [ К 12 ]                                                                                      |
| A Dream                   | Мрія                      | Липень 1827     | "Тамерлан" та інші вірші                | [ К 12 ]                                                                                      |
| The Lake                  | Озеро                     | Липень 1827     | "Тамерлан" та інші вірші                | [ К 11 ]                                                                                      |
| Spirits of the Dead       | Духи мертвих              | Липень 1827     | "Тамерлан" та інші вірші                | [ К 11 ]                                                                                      |
| Evening Star              | Вечірня зірка             | Липень 1827     | "Тамерлан" та інші вірші                | [ К 11 ]                                                                                      |
| Dreams                    | Мрії                      | Липень 1827     | "Тамерлан" та інші вірші                | [ 12 ]                                                                                        |
| Stanzas                   | Строфи                    | Липень 1827     | "Тамерлан" та інші вірші                | [ К 13 ]                                                                                      |
| The Happiest Day          | Найщасливіший день        | 15 вересня 1827 | Північноамериканський                   | [ К 12 ]                                                                                      |
| To Margaret               | До Маргарет               | бл. 1827 р.     | Ніколи не публікувалася за життя По     | [ 13 ]                                                                                        |
| Alone                     | На самоті                 | 1829            | Ніколи не публікувалася за життя По     | [ К 14 ]                                                                                      |
| To Isaac Lea              | До Ісаака Леа             | бл. 1829 р.     | Ніколи не публікувалася за життя По     | [ 14 ]                                                                                        |
| To The River ——           | До річки ——               | 1829            | Al Aaraaf, Tamerlane, and Minor Poems   | [ К 15 ]                                                                                      |
| To ——                     | До ——                     | 1829            | Аль-Аарааф, Тамерлан і малі поеми       | Починається "The bowers whereat, in dreams..."                                                |
| To ——                     | До ——                     | 1829            | Аль-Аарааф, Тамерлан і малі поеми       | Починається "Should my early life seem..."                                                    |
| Romance                   | Романтика                 | 1829            | Аль-Аарааф, Тамерлан і малі поеми       | [ К 12 ]                                                                                      |
| Fairy-Land                | Чарівна країна            | 1829            | Аль-Аарааф, Тамерлан і малі поеми       | [ К 12 ]                                                                                      |
| To Science                | За науку                  | 1829            | Аль-Аарааф, Тамерлан і малі поеми       | [ К 17 ]                                                                                      |
| Al Aaraaf                 | Аль-Арааф                 | 1829            | Аль-Аарааф, Тамерлан і малі поеми       | [ К 12 ]                                                                                      |
| An Acrostic               | Акровірш                  | 1829            | Ніколи не публікувалася за життя По     | [ К 12 ]                                                                                      |
| Elizabeth                 | Елізабет                  | 1829            | Ніколи не публікувалася за життя По     | [ К 18 ]                                                                                      |
| To Helen                  | До Хелен                  | 1831            | Вірші Едгара По                         | [ К 18 ]                                                                                      |
| A Paean                   | Панегірик                 | 1831            | Вірші Едгара По                         | [ К 19 ]                                                                                      |
| The Sleeper               | Сплячий                   | 1831            | Вірші Едгара По                         | [ К 19 ]                                                                                      |
| The City in the Sea       | Місто в морі              | 1831            | Вірші Едгара По                         | [ К 19 ]                                                                                      |
| The Valley of Unrest      | Долина неспокою           | 1831            | Вірші Едгара По                         | [ К 19 ]                                                                                      |
| Israfel                   | Ісрафель                  | 1831            | Вірші Едгара По                         | [ К 19 ]                                                                                      |
| Enigma                    | Енігма                    | 2 лютого 1833   | Балтиморський суботній візитер          | [ 15 ]                                                                                        |
| Fanny                     | Фанні                     | 18 травня 1833  | Балтиморський суботній візитер          | [ 16 ]                                                                                        |
| The Coliseum              | Колізей                   | 26 жовтня 1833  | Балтиморський суботній візитер          | [ 17 ]                                                                                        |
| Serenade                  | Серенада                  | 26 жовтня 1833  | Балтиморський суботній візитер          | [ 18 ]                                                                                        |
| To One in Paradise        | Одному в раю              | Січень 1834     | Жіноча книга Ґоді                       | [ К 15 ]                                                                                      |
| Hymn                      | Гімн                      | Квітень 1835    | Південний літературний вісник           | [ К 20 ]                                                                                      |
| To Elizabeth              | До Елізабет               | Вересень 1835   | Південний літературний вісник           | Перевидано під назвою "To F——s S. O——d" у 1845                                                |
| May Queen Ode             | Ода королеві травня       | бл. 1836 р.     | Ніколи не публікувалася за життя По     | [ 19 ]                                                                                        |
| Spiritual Song            | Духовна пісня             | 1836            | Ніколи не публікувалася за життя По     | [ 20 ]                                                                                        |
| Latin Hymn                | Латинський гімн           | Березень 1836   | Південний літературний вісник           | [ 21 ]                                                                                        |
| Bridal Ballad             | Весільна балада           | Січень 1837     | Південний літературний вісник           | Спочатку опубліковано під назвою "Балада""                                                    |
| To Zante                  | До Занте                  | Січень 1837     | Південний літературний вісник           | [ К 17 ]                                                                                      |
| The Haunted Palace        | Палац з привидами         | Квітень 1839    | Американський музей                     | [ К 22 ]                                                                                      |
| Silence–A Sonnet          | Тиша - сонет              | 4 січня 1840    | Суботній кур'єр                         | [ К 23 ]                                                                                      |
| Lines on Joe Locke        | Рядки про Джо Лока        | 28 лютого 1843  | Суботній музей                          | [ 22 ]                                                                                        |
| The Conqueror Worm        | Хробак-завойовник         | Січень 1843     | Журнал Graham's                         | [ К 24 ]                                                                                      |
| Lenore                    | Ленор                     | Лютий 1843      | Піонер                                  | [ К 25 ]                                                                                      |
| A Campaign Song           | Агітаційна пісня          | 1844            | Ніколи не публікувалася за життя По     | [ 23 ]                                                                                        |
| Dream-Land                | Країна мрій               | Червень 1844    | Журнал Graham's                         | [ К 24 ]                                                                                      |
| Impromptu. To Kate Carol  | Імпровізація. Кейт Керол  | 26 квітня 1845  | Бродвейський журнал                     | [ 24 ]                                                                                        |
| To F——                    | До F——                    | Квітень 1845    | Бродвейський журнал                     | Передруковано під назвою "До Френсіс" у випуску "Бродвейського журналу" від 6 вересня 1845 р. |
| Eulalie                   | Евлалі                    | Липень 1845     | Американський огляд: Журнал для вігів   | [ К 26 ]                                                                                      |
| Epigram for Wall Street   | Епіграма для Уолл-стріт   | 23 січня 1845   | "Вечірнє дзеркало"                      | [ 25 ]                                                                                        |
| The Raven                 | Крук                      | Лютий 1845      | Американський огляд: Журнал для вігів   | [ 26 ]                                                                                        |
| The Divine Right of Kings | Божественне право королів | Жовтень 1845    | Журнал Graham's                         | [ 27 ]                                                                                        |
| A Valentine               | Валентинка                | 21 лютого 1846  | "Вечірнє дзеркало"                      | Спочатку опубліковано під назвою "To Her Whose Name Is Written Below"                         |
| Beloved Physician         | Улюблений лікарю          | 1847            | Ніколи не публікувалася за життя По     | Незавершений                                                                                  |
| Deep in Earth             | Глибоко в землі           | 1847            | Ніколи не публікувалася за життя По     | Незавершений                                                                                  |
| To M. L. S——              | До M. L. S——              | 13 березня 1847 | "Домашній журнал"                       | [ К 18 ]                                                                                      |
| Ulalume                   | Улалуме                   | Грудень 1847    | Огляд американських вігів               | [ К 29 ]                                                                                      |
| Lines on Ale              | Лінії на Але              | 1848            | Ніколи не публікувалася за життя По     | [ К 30 ]                                                                                      |
| To Marie Louise           | До Марії Луїзи            | March 1848      | Колумбійський журнал                    | [ К 31 ]                                                                                      |
| An Enigma                 | Загадка                   | Березень 1848   | Літературно-мистецький часопис "Спілка" | [ К 29 ]                                                                                      |
| To Helen                  | До Гелен                  | Листопад 1848   | Журнал профспілки Sartain's Union       | [ К 18 ]                                                                                      |
| A Dream Within A Dream    | Сон уві сні               | 31 березня 1849 | Прапор нашого союзу                     | [ К 29 ]                                                                                      |
| Eldorado                  | Ельдорадо                 | 21 квітня 1849  | Прапор нашого союзу                     | [ К 32 ]                                                                                      |
| For Annie                 | Для Енні                  | 28 квітня 1849  | Прапор нашого союзу                     | [ К 29 ]                                                                                      |
| To My Mother              | Моїй матері               | 7 липня 1849    | Прапор нашого союзу                     | [ К 15 ]                                                                                      |
| Annabel Lee               | Аннабель Лі               | 9 жовтня 1849   | "Нью-Йорк Дейлі Триб'юн"                | Продано до смерті По, але опубліковано посмертно                                              |
| The Bells                 | Дзвони                    | Листопад 1849   | Журнал профспілки Sartain's Union       | Продано до смерті По, але опубліковано посмертно                                              |

## Переклад
- Едґар Аллан По. Повне зібрання прозових творів. Том 1 / Пер. Ростислав Доценко, Олена Фешовець, Остап Українець, Катерина Дудка. — Видавництво Жупанського, 2020. ISBN 978-617-7585-23-6;
- Едґар Аллан По. Повне зібрання прозових творів. Том 2 / Пер. ???. — Видавництво Жупанського, ???. ISBN ???;
- Едґар Аллан По. Повне зібрання прозових творів. Том 3 / Пер. ???. — Видавництво Жупанського, ???. ISBN ???;

### Скорочення
1. ↑  Silverman, 171
2. ↑  Meyers, 33–34
3. ↑  Sova, 5
4. ↑  Silverman, 88
5. ↑  Sova, 97
6. ↑  Hoffman, 189
7. ↑  Meyers, 123
8. ↑  Hoffman, 80
9. ↑  Hubbell, 1945, с. 314—321
10. ↑  Schöberlein, 2017, с. 650—653
11. 1 2 3 4  Sova, 2001, с. 233
12. 1 2 3 4 5 6 7 8  Sova, 2001, с. 271
13. ↑  Foye, 1980, с. 22—23
14. ↑  Sova, 2001, с. 8
15. 1 2 3  Sova, 2001, с. 240
16. 1 2  Sova, 2001, с. 238
17. 1 2  Sova, 2001, с. 225
18. 1 2 3 4 5 6  Sova, 2001, с. 239
19. 1 2 3 4 5  Sova, 2001, с. 194
20. ↑  Quinn, 1998, с. 208
21. ↑  Sova, 2001, с. 34
22. ↑  Silverman, 1991, с. 138
23. ↑  Sova, 2001, с. 220
24. 1 2  Sova, 2001, с. 282
25. ↑  Silverman, 1991, с. 201
26. ↑  Quinn, 1998, с. 480
27. ↑  Sova, 2001, с. 249
28. ↑  Meyers, 1992, с. 207
29. 1 2 3 4 5  Sova, 2001, с. 285
30. ↑  Foye, 1980, с. 30
31. ↑  Sova, 2001, с. 219
32. ↑  Quinn, 1998, с. 605
33. ↑  Meyers, 1992, с. 244